# Lijst van rijksmonumenten in Etten-Leur
De plaats en gemeente Etten-Leur telt 77 inschrijvingen in het rijksmonumentenregister. Hieronder een overzicht. 
| Object | Oorspronkelijke functie?  | Bouwjaar                          | Architect                | Locatie                                | Coördinaten?                  | Nr.?   | Afbeelding                                                                                 |
| --- | ------------------------- | --------------------------------- | ------------------------ | -------------------------------------- | ----------------------------- | ------ | ------------------------------------------------------------------------------------------ |
| Boerderij met pannendak op het woongedeelte en rieten wolfdak op het stalgedeelte | Boerderij                 |                                   |                          | Bankenstraat 3                         | 51° 34' 36" NB, 4° 36' 53" OL | 15378  | Boerderij met pannendak op het woongedeelte en rieten wolfdak op het stalgedeelte          |
| Boerderij met witgepleisterde gevel, zesdelige schuiframen en groene luiken | Boerderij                 |                                   |                          | Bisschopsmolenstraat 156               | 51° 33' 51" NB, 4° 38' 22" OL | 15379  | Meer afbeeldingen                                                                          |
| Bisschopsmolen | Industrie- en poldermolen | 1744 (gevelsteen)                 |                          | Bisschopsmolenstraat 235               | 51° 33' 45" NB, 4° 38' 36" OL | 15381  | Meer afbeeldingen                                                                          |
| Pand met pannendak | Boerderij                 |                                   |                          | Hoge Neerstraat 1                      | 51° 34' 14" NB, 4° 39' 18" OL | 15383  | Meer afbeeldingen                                                                          |
| Bijgebouw van het voormalig huis 'De nobelaer' | Bijgebouwen kastelen enz. | tweede helft 17e eeuw             |                          | Bruininkhuizen 4                       | 51° 34' 14" NB, 4° 37' 56" OL | 15386  | Meer afbeeldingen                                                                          |
| Sint-Petruskerk | Kerk en kerkonderdeel     | 1889                              | P.J. van Genk            | Lange Brugstraat 30                    | 51° 35' 11" NB, 4° 39' 26" OL | 15387  | Meer afbeeldingen                                                                          |
| Stadhuis | Bestuursgebouw en onderdl | 1776 (jaartal)                    |                          | Markt 1                                | 51° 34' 10" NB, 4° 38' 5" OL  | 15388  | Meer afbeeldingen                                                                          |
| De Zwaan | Woonhuis                  | kort na 1628                      |                          | Markt 7                                | 51° 34' 11" NB, 4° 38' 7" OL  | 15389  | Meer afbeeldingen                                                                          |
| De Linden | Woonhuis                  | eerste helft 18e eeuw             |                          | Markt 9                                | 51° 34' 12" NB, 4° 38' 7" OL  | 15390  | Meer afbeeldingen                                                                          |
| Vijf stoeppalen | Grensafbakening           |                                   |                          | Markt bij 11                           | 51° 34' 12" NB, 4° 38' 7" OL  | 15391  | Meer afbeeldingen                                                                          |
| Fraai herenhuis, van vijf traveeën, met verdieping | Woonhuis                  | eind 17e of begin 19e eeuw        |                          | Markt 17                               | 51° 34' 13" NB, 4° 38' 6" OL  | 15392  | Meer afbeeldingen                                                                          |
| Neerlandsch koffyhuis | Woonhuis                  | vermoedelijk begin 19e eeuw       |                          | Markt 23                               | 51° 34' 14" NB, 4° 38' 6" OL  | 15393  | Meer afbeeldingen                                                                          |
| Herenhuis onder dwars schilddak en met gepleisterde lijstgevel | Woonhuis                  | vermoedelijk derde kwart 19e eeuw |                          | Markt 35                               | 51° 34' 16" NB, 4° 38' 4" OL  | 15394  | Meer afbeeldingen                                                                          |
| Mooi dorpshuis met twee dwarse zadeldaken achter elkaar tussen zijtopgevels | Woonhuis                  | 1751 (jaartal)                    |                          | Markt 41                               | 51° 34' 17" NB, 4° 38' 3" OL  | 15395  | Mooi dorpshuis met twee dwarse zadeldaken achter elkaar tussen zijtopgevels                |
| Sint Paulushofje | Sociale zorg, liefdadigh. | 1681 (gesticht)                   |                          | Markt 43                               | 51° 34' 17" NB, 4° 38' 3" OL  | 15396  | Meer afbeeldingen                                                                          |
| Dwarshuis zonder verdieping onder hoog zadeldak met pannen gedekt, dat aan de korte zijden wordt afgesloten door puntgevels met vlechtingen                                                 | Woonhuis                  | 18e eeuw                          |                          | Markt 56                               | 51° 34' 16" NB, 4° 38' 7" OL  | 15397  | Meer afbeeldingen                                                                          |
| Dwarshuis zonder verdieping onder hoog zadeldak, met pannen gedekt dat aan de korte zijden wordt afgesloten door puntgevels met vlechtingen                                                 | Woonhuis                  | 18e eeuw                          |                          | Markt 58                               | 51° 34' 16" NB, 4° 38' 7" OL  | 15398  | Meer afbeeldingen                                                                          |
| Fraai dorpshuis van gele baksteen | Woonhuis                  |                                   |                          | Markt 107                              | 51° 34' 24" NB, 4° 37' 58" OL | 15399  | Fraai dorpshuis van gele baksteen                                                          |
| Huisje aan de voet van het koor der ned | Woonhuis                  |                                   |                          | Markt 4                                | 51° 34' 10" NB, 4° 38' 8" OL  | 15400  | Meer afbeeldingen                                                                          |
| Nederlands hervormde kerk: kerk | Kerk en kerkonderdeel     |                                   |                          | Markt 6                                | 51° 34' 9" NB, 4° 38' 8" OL   | 15401  | Meer afbeeldingen                                                                          |
| Nederlands hervormde kerk: toren | Kerk en kerkonderdeel     |                                   |                          | Markt bij 6                            | 51° 34' 9" NB, 4° 38' 6" OL   | 15402  | Nederlands hervormde kerk: toren                                                           |
| Vijf stoeppalen met staven | Grensafbakening           |                                   |                          | Markt bij 36                           | 51° 34' 13" NB, 4° 38' 9" OL  | 15403  | Meer afbeeldingen                                                                          |
| Drie stoeppalen met staven | Grensafbakening           |                                   |                          | Markt bij 50                           | 51° 34' 15" NB, 4° 38' 8" OL  | 15404  | Meer afbeeldingen                                                                          |
| Zes stoeppalen | Grensafbakening           |                                   |                          | Markt 52                               | 51° 34' 15" NB, 4° 38' 8" OL  | 15405  | Meer afbeeldingen                                                                          |
| Huis met tweeling-trapgevel, waarin een met een masker versierd jonisch kraagsteentje en tien eenvoudige sierankers, venster vergroot en rechts beganegronds een etalagevenster uitgebroken | Woonhuis                  | 17e eeuw                          |                          | Markt 54                               | 51° 34' 15" NB, 4° 38' 7" OL  | 15406  | Meer afbeeldingen                                                                          |
| Sint-Lambertuskerk | Kerk en kerkonderdeel     | 1877                              |                          | Markt 62                               | 51° 34' 18" NB, 4° 38' 8" OL  | 15407  | Meer afbeeldingen                                                                          |
| Dorpswoning uit gele baksteen | Woonhuis                  | eerste helft 19e eeuw             |                          | Markt 120                              | 51° 34' 24" NB, 4° 37' 60" OL | 15408  | Dorpswoning uit gele baksteen                                                              |
| Boerderij in gele steen met rieten dak, aan de stalzijde afgewolfd | Boerderij                 | 1712 (ankerjaartal)               |                          | Midden Donk 5                          | 51° 34' 28" NB, 4° 36' 9" OL  | 15409  | Upload foto                                                                                |
| Rieten dak | Boerderij                 |                                   |                          | Rijsbergseweg 67                       | 51° 32' 59" NB, 4° 40' 7" OL  | 15411  | Meer afbeeldingen                                                                          |
| Boerderij met grijsgepleisterde gevels, rieten dak op het woonhuis, rode pannen op de stal                                                                                                  | Boerderij                 |                                   |                          | Rijsbergseweg 52                       | 51° 33' 1" NB, 4° 40' 1" OL   | 15412  | Boerderij met grijsgepleisterde gevels, rieten dak op het woonhuis, rode pannen op de stal |
| Pand met rieten dak en gepleisterde gevels | Boerderij                 |                                   |                          | Attelakenseweg 4                       | 51° 35' 14" NB, 4° 40' 19" OL | 15414  | Meer afbeeldingen                                                                          |
| Boerderij met pannendak | Boerderij                 | 19e eeuw                          |                          | Liefkenshoek 1                         | 51° 34' 50" NB, 4° 38' 45" OL | 15415  | Upload foto                                                                                |
| Verbouwde boerderij | Boerderij                 |                                   |                          | Sander 54                              | 51° 35' 1" NB, 4° 38' 42" OL  | 15416  | Upload foto                                                                                |
| Boerderij met pannendak | Boerderij                 |                                   |                          | Deurnestraat 3                         | 51° 35' 27" NB, 4° 40' 34" OL | 15417  | Meer afbeeldingen                                                                          |
| Pand met naast de ingang een stichtingssteen met de naam resemans en het jaartal 1860 | Boerderij                 | 1860 (jaartal)                    |                          | Hoge Bremberg 7                        | 51° 34' 15" NB, 4° 40' 49" OL | 15418  | Pand met naast de ingang een stichtingssteen met de naam resemans en het jaartal 1860      |
| Pand waarvan de zuidgevel geelgepleisterd | Boerderij                 |                                   |                          | Hoge Bremberg 9                        | 51° 34' 13" NB, 4° 40' 50" OL | 15419  | Meer afbeeldingen                                                                          |
| Pand met rieten dak | Boerderij                 |                                   |                          | Hoge Bremberg 19                       | 51° 33' 58" NB, 4° 40' 59" OL | 15420  | Meer afbeeldingen                                                                          |
| Pand waarvan woongedeelte witgepleisterd | Boerderij                 |                                   |                          | Hoge Bremberg 21                       | 51° 33' 56" NB, 4° 41' 0" OL  | 15421  | Meer afbeeldingen                                                                          |
| Huis met ingezwenkte halsgevel van gele baksteen met vernieuwde rollaag | Werk-woonhuis             |                                   |                          | Korte Brugstraat 12                    | 51° 35' 9" NB, 4° 39' 14" OL  | 15422  | Meer afbeeldingen                                                                          |
| Boerderij van een in deze steek ongebruikelijk type | Boerderij                 |                                   |                          | Korte Brugstraat 44                    | 51° 35' 7" NB, 4° 39' 6" OL   | 15423  | Meer afbeeldingen                                                                          |
| Herenhuis met gebosseerd gepleisterde lijstgevel onder schilddak | Woonhuis                  |                                   |                          | Korte Brugstraat 70                    | 51° 35' 5" NB, 4° 38' 59" OL  | 15424  | Meer afbeeldingen                                                                          |
| Met lagere aanbouw tegen de oostgevel onder zadeldak, belegd met rode pannen | Boerderij                 |                                   |                          | Lage Bremberg 9                        | 51° 34' 36" NB, 4° 40' 34" OL | 15425  | Meer afbeeldingen                                                                          |
| Huis met gepleisterde topgevel | Woonhuis                  |                                   |                          | Lange Brugstraat 31                    | 51° 35' 12" NB, 4° 39' 25" OL | 15426  | Huis met gepleisterde topgevel                                                             |
| Herenhuis met geelgepleisterde lijstgevel | Woonhuis                  |                                   |                          | Lange Brugstraat 33                    | 51° 35' 12" NB, 4° 39' 25" OL | 15427  | Meer afbeeldingen                                                                          |
| Perceelsgedeelte van het pand lange Brugstraat 87-89 | Boerderij                 |                                   |                          | Lange Brugstraat 87                    | 51° 35' 14" NB, 4° 39' 42" OL | 15428  | Meer afbeeldingen                                                                          |
| Perceelsgedeelte van het pand lange Brugstraat 87-89 | Boerderij                 |                                   |                          | Lange Brugstraat 89                    | 51° 35' 14" NB, 4° 39' 42" OL | 15429  | Meer afbeeldingen                                                                          |
| Nederlands hervormde kerk | Kerk en kerkonderdeel     |                                   |                          | Lange Brugstraat 2 / Van Bergenplein 1 | 51° 35' 9" NB, 4° 39' 19" OL  | 15430  | Meer afbeeldingen                                                                          |
| Door haar uitzonderlijke vorm zeer opmerkelijke boerderij | Boerderij                 |                                   |                          | Slagveld 1                             | 51° 35' 16" NB, 4° 38' 20" OL | 15431  | Meer afbeeldingen                                                                          |
| Dorpshuis onder zadeldak, belegd met rode pannen, en met witgepleisterde gevels | Vergadering en vereniging |                                   |                          | Zevenbergseweg 21                      | 51° 36' 33" NB, 4° 39' 17" OL | 15432  | Meer afbeeldingen                                                                          |
| Zwartenbergse Molen | Industrie- en poldermolen | 1889                              |                          | Zevenbergseweg 23                      | 51° 36' 34" NB, 4° 39' 15" OL | 15433  | Meer afbeeldingen                                                                          |
| Rieten dak met rechtopstaand verbindingsstuk tussen woonhuis en stal | Boerderij                 |                                   |                          | Bellendreef 16                         | 51° 33' 32" NB, 4° 39' 26" OL | 33275  | Meer afbeeldingen                                                                          |
| Boerderij met Vlaamse schuur en bakhuis | Boerderij                 | begin 19e eeuw                    |                          | Hoge Vaartkant 110                     | 51° 33' 34" NB, 4° 40' 19" OL | 407054 | Upload foto                                                                                |
| Woonhuis | Woonhuis                  | 1860                              |                          | Korte Brugstraat 10                    | 51° 35' 9" NB, 4° 39' 15" OL  | 506246 | Meer afbeeldingen                                                                          |
| 't Withof: Huize Adama | Klooster, kloosteronderdl | 16e eeuw                          |                          | Bisschopsmolenstraat 162 B             | 51° 33' 40" NB, 4° 38' 35" OL | 516653 | 't Withof: Huize Adama                                                                     |
| 't Withof: tweelaags voorbouw | Klooster, kloosteronderdl | 1834-1864                         |                          | Bisschopsmolenstraat 162               | 51° 33' 40" NB, 4° 38' 35" OL | 516654 | 't Withof: tweelaags voorbouw                                                              |
| Boerderijcomplex Haansberg: woonstalhuis | Boerderij                 |                                   |                          | Haansberg 114                          | 51° 35' 31" NB, 4° 37' 48" OL | 516656 | Upload foto                                                                                |
| Boerderijcomplex Haansberg: schuur met de nok loodrecht op de weg | Boerderij                 |                                   |                          | Haansberg 114                          | 51° 35' 31" NB, 4° 37' 48" OL | 516657 | Upload foto                                                                                |
| Boerderijcomplex Slagveld: boerderij van het langgeveltype | Boerderij                 | 1887                              |                          | Slagveld 8                             | 51° 35' 17" NB, 4° 38' 28" OL | 516659 | Upload foto                                                                                |
| Boerderijcomplex Slagveld: schuur met langsdeel onder schilddak | Boerderij                 |                                   |                          | Slagveld 8                             | 51° 35' 17" NB, 4° 38' 28" OL | 516660 | Upload foto                                                                                |
| Langgevelboerderij: boerderij | Boerderij                 | 1900-1930                         |                          | Hoge Donk 40                           | 51° 33' 36" NB, 4° 36' 10" OL | 516662 | Upload foto                                                                                |
| Langgevelboerderij: vlaamse schuur | Opslag                    | 1850-1875                         |                          | Hoge Donk bij 40                       | 51° 33' 36" NB, 4° 36' 10" OL | 516663 | Upload foto                                                                                |
| De Ster | Industrie                 | 1913                              |                          | Geerkade 21                            | 51° 35' 16" NB, 4° 39' 16" OL | 516665 | De Ster                                                                                    |
| Dubbelwoonhuis uit tweede helft van de 19de eeuw | Woonhuis                  | 1850-1900                         |                          | Haansberg 76                           | 51° 35' 6" NB, 4° 37' 54" OL  | 516666 | Upload foto                                                                                |
| Watertoren | Nutsbedrijf               | 1924                              | Hendrik Sangster         | Hoevenseweg 31                         | 51° 34' 30" NB, 4° 37' 18" OL | 516667 | Meer afbeeldingen                                                                          |
| Grafmonument met kelder | Begraafplaats en -onderdl | 1873                              |                          | Op Kerkhof Heilige Petrus              | 51° 35' 10" NB, 4° 39' 26" OL | 516668 | Upload foto                                                                                |
| Villa met kenmerken van Neo-Renaissancestijl | Woonhuis                  | 1895                              |                          | Lichttorenhoofd 2                      | 51° 35' 1" NB, 4° 39' 23" OL  | 516669 | Upload foto                                                                                |
| Villa in chaletstijl met kenmerken van Jugendstil | Woonhuis                  | 1906                              |                          | Lichttorenhoofd 12                     | 51° 34' 58" NB, 4° 39' 26" OL | 516670 | Upload foto                                                                                |
| Heilig Hartbeeld | Gedenkteken               | 1926                              |                          | Nummer 62 (kerk) (bij)                 | 51° 34' 19" NB, 4° 38' 10" OL | 516671 | Meer afbeeldingen                                                                          |
| Heilige Lambertus | Woonhuis                  | 1885                              |                          | Markt 60                               | 51° 34' 16" NB, 4° 38' 7" OL  | 516672 | Meer afbeeldingen                                                                          |
| 't Withof: kleine kapel in gotische stijl | Klooster, kloosteronderdl | 1850 en 1882                      |                          | Bisschopsmolenstraat 162               | 51° 33' 40" NB, 4° 38' 35" OL | 525717 | Upload foto                                                                                |
| 't Withof: grote kapel in neo-gotische stijl | Klooster, kloosteronderdl | 1908                              | Petrus Johannes van Genk | San Francescolaan 171 /Tamboerijn 5    | 51° 33' 40" NB, 4° 38' 35" OL | 525718 | 't Withof: grote kapel in neo-gotische stijl                                               |
| 't Withof: klooster boerderij | Boerderij                 | 1896                              |                          | Tamboerijn 7                           | 51° 33' 40" NB, 4° 38' 35" OL | 525719 | Upload foto                                                                                |
| Langgevelboerderij: bakhuis | Boerderij                 | derde kwart 19e eeuw              |                          | Hoge Donk bij 40                       | 51° 33' 36" NB, 4° 36' 10" OL | 525729 | Upload foto                                                                                |
| Boerderijcomplex Slagveld: karschop onder zadeldak | Boerderij                 |                                   |                          | Slagveld 8                             | 51° 35' 17" NB, 4° 38' 28" OL | 525730 | Upload foto                                                                                |
| Boerderijcomplex Slagveld: bakhuis onder zadeldak | Boerderij                 |                                   |                          | Slagveld 8                             | 51° 35' 17" NB, 4° 38' 28" OL | 525731 | Upload foto                                                                                |
| 't Withof: Lourdesgrot | Klooster, kloosteronderdl | 1902                              |                          | San Francescolaan 171                  | 51° 33' 40" NB, 4° 38' 35" OL | 525741 | Upload foto                                                                                |
| De Korenmolen (molenromp) | Industrie- en poldermolen | 1849 (bouw) 1929 (onttakeld)      |                          | Korte Brugstraat 96                    | 51° 35' 6" NB, 4° 38' 50" OL  | 527684 | Meer afbeeldingen                                                                          |

's-Hertogenbosch ·
Alphen-Chaam ·
Altena ·
Asten ·
Baarle-Nassau ·
Bergeijk ·
Bergen op Zoom ·
Bernheze ·
Best ·
Bladel ·
Boekel ·
Boxtel ·
Breda ·
Cranendonck ·
Deurne ·
Dongen ·
Drimmelen ·
Eersel ·
Eindhoven ·
Etten-Leur ·
Geertruidenberg ·
Geldrop-Mierlo ·
Gemert-Bakel ·
Gilze en Rijen ·
Goirle ·
Halderberge ·
Heeze-Leende ·
Helmond ·
Heusden ·
Hilvarenbeek ·
Laarbeek ·
Land van Cuijk ·
Loon op Zand ·
Maashorst ·
Meierijstad ·
Moerdijk ·
Nuenen, Gerwen en Nederwetten ·
Oirschot ·
Oisterwijk ·
Oosterhout ·
Oss ·
Reusel-De Mierden ·
Roosendaal ·
Rucphen ·
Sint-Michielsgestel ·
Someren ·
Son en Breugel ·
Steenbergen ·
Tilburg ·
Valkenswaard ·
Veldhoven ·
Vught ·
Waalre ·
Waalwijk ·
Woensdrecht ·
Zundert